# Prosoplus obliquevittatus
Prosoplus obliquevittatus är en skalbaggsart som beskrevs av Stefan von Breuning 1970. Prosoplus obliquevittatus ingår i släktet Prosoplus och familjen långhorningar. Inga underarter finns listade i Catalogue of Life.